# 刘良 (中医内科学专家)
劉良（1957年7月—），男，澳門人，生於湖南汉寿，中国中医内科学专家，是澳門首位中国工程院院士，澳門科技大學第三任校长、讲座教授，广州中医药大学一级教授，广东省中医药科学院首席科学家，美国国家发明家科学院院士。主要从事风湿病研究。

## 學歷
1992 - 1994 德國汉诺威医学院及馬普風濕病與免疫研究所 / 抗炎免疫藥理研究 / 訪問學者
1991 - 1992 上海外國語大學 / 德語培訓
1987 - 1990 廣州中醫藥大學 /中西醫結合 / 博士學位
1983 - 1985 廣州中醫藥大學 / 中西醫結合 / 碩士學位
1978 - 1982 廣州中醫學院 / 中醫學 / 學士學位
1975 - 1977 常德地區衛生學校 / 西醫學 / 醫士

## 工作履历
2019.11 - 當選中國工程院院士
2013.1 - 2020.12 澳門科技大學 / 校長、講座教授
2011.7 - 澳門科技大學中藥質量研究國家重點實驗室 / 主任
2011.7 - 2012.12 澳門科技大學 / 副校長、講座教授
2009.9 - 2011.6 香港浸會大學 / 中醫藥學院 / 院長、講座教授/香港浸會大學 / 岑堯寬岑碧泉紀念癌症炎症研究中心 / 主任
2007.4 - 2009.8 香港浸會大學  / 中醫藥學院 / 院長、講座教授
2001.1 - 2007.3 香港浸會大學  / 中醫藥學院 / 院長、教授
2000.8 - 2000.12 香港浸會大學  / 中醫藥學院 / 常務副院長、教授
1997.9 - 2000.7 廣州中醫藥大學 / 副校長、教授
1996.6 - 1997.8 廣州中醫藥大學 / 校長助理、副教授
1991.8 - 1996.5 廣州中醫藥大學 / 副教授
1990.8 - 1991.7 廣州中醫學院 / 講師
1986.1 - 1987.8 廣州中醫學院 / 講師